# Poniedziałki w słońcu
Poniedziałki w słońcu (hiszp. Los lunes al sol) – hiszpańsko-francusko-włoski dramat obyczajowy z 2002 roku w reżyserii Fernando Leóna de Aranoa, z Javierem Bardemem w roli głównej. Zdjęcia w większości kręcono w mieście Vigo w regionie Galicja. Jedynie sceny zamieszek powstały w Gijón (Asturia).
Obraz zdobył Złotą Muszlę na MFF w San Sebastián oraz pięć nagród Goya, w tym za najlepszy hiszpański film roku oraz reżyserię.

## Fabuła
Autorzy filmu relacjonują sytuację kilku Argentyńczyków, którzy utracili pracę z powodu zamknięcia stoczni. Bezrobotni mężczyźni tracą sens życia, wikłają się w problemy rodzinne oraz społeczne. Wydaje się im, iż nie tracą nadziei, a jednak próby uzyskania nowej pracy czy zmiany sytuacji wciąż spełzają na niczym.

## Obsada
W filmie wystąpili:
- Javier Bardem jako Santa
- Luis Tosar jako Jose
- José Ángel Egido jako Lino
- Nieve de Medina jako Ana
- Enrique Villén jako Reina
- Celso Bugallo jako Amador
- Joaquín Climent jako Rico
- Aida Folch jako Nata

## Nagrody
Film miał swoją premierę 23 września 2002. W 2003 otrzymał nagrodę Hiszpańskiej Akademii Sztuk Filmowych Goya w kategoriach: najlepszy film, najlepszy aktor Javier Bardem, najlepszy reżyser Fernando León de Aranoa, najlepszy aktor drugoplanowy Luis Tosar, najlepszy debiutujący aktor José Ángel Egido. Obraz otrzymał też Złotą Muszlę dla najlepszego filmu na Międzynarodowym Festiwalu Filmowym w San Sebastián w 2002. Na tym samym festiwalu przyznano mu też: Nagrodę Koła Autorów Filmowych dla najlepszego filmu, Nagrodę Międzynarodowej Federacji Krytyki Filmowej za liryczne oraz głębokie spojrzenie na życie ludzi mieszkających na peryferiach współczesnej Argentyny i Nagrodę Światowego Katolickiego Stowarzyszenia Komunikacji Społecznej. Film De Aranoa nominowany był też do nagrody David di Donatello w 2004, w kategorii najlepszy film europejski.